# Ezequiel Unsain
Luis Ezequiel Unsain (ur. 9 marca 1995 w Villa Alcaraz) – argentyński piłkarz występujący na pozycji bramkarza, od 2023 roku zawodnik meksykańskiej Necaxy.